# グントゥール
グントゥール（テルグ語: గుంటూరు, /ɡuɳʈuːɾu/; 英語: Guntur）は、インドのアーンドラ・プラデーシュ州の都市である。ベンガル湾から西に64kmの位置にある。インドの首都のニューデリーからは南におおよそ1,600kmの位置にある。
グントゥールはグントゥール県の県都であり、ビジネス、工業、農業の中心地である。